# Житин (Караш-Северин)
Житин (рум. Jitin) насеље је у Румунији у округу Караш-Северин у општини Чудановица. Oпштина се налази на надморској висини од 168 m.

## Прошлост
По "Румунској енциклопедији" место се први пут помиње 1421. године. Године 1717. ту је пописано 37 домова. Насеље је 1792. године добило на дар стару православну цркву брвнару из села Мали Тикван. Током 19. века подигнуте су две нове цркве; православна и грко-католичка јер је део становништва прешао у "унију".
Аустријски царски ревизор Ерлер је 1774. године констатовао да место припада Ракаждијском округу, Новопаланачког округа. Становништво је било претежно влашко.

## Становништво
Према подацима из 2002. године у насељу је живело 191 становника, од којих су сви румунске националности.